# Eloeophila woodgatei
Eloeophila woodgatei is een tweevleugelige uit de familie steltmuggen (Limoniidae). De soort komt voor in het Nearctisch gebied.